# 中央製紙
中央製紙株式会社（ちゅうおうせいし）は、明治末期から大正にかけて存在した製紙会社である。
「製紙王」と呼ばれた実業家大川平三郎が設立した企業の一つ。1906年設立、1926年に同じ大川系の樺太工業に吸収された。岐阜県東部の中津川市で操業中の王子エフテックス中津工場（旧・王子製紙中津工場）の前身企業にあたる。
同じく大川系の製紙会社で、中央製紙も出資して1908年に設立、1920年に合併した木曽興業株式会社（きそこうぎょう）についてもあわせて記述する。同社は長野県南部の木曽郡大桑村に拠点を置いていた。

## 沿革

### 中央製紙の設立
中央製紙が設立される契機となったのは地元有志の誘致活動である。大手製紙会社王子製紙（初代）の木材パルプ実用化に触発されて、恵那郡中津町（現・中津川市）の有志の間で、町内の針葉樹資源と水質の良い中津川を活用して製紙工場を起こす計画が浮上した。地元有志は当時王子製紙の代表であった渋沢栄一に援助を求め、1895年、王子に在籍していた大川平三郎らが実地調査のため中津町を訪れた。大川は個人名義で山林や水利権、工場用地を取得し、地元有志も工場建設に必要な権利の取得し準備を進めた。
工場建設の障害であった交通の便の悪さが1902年の中央本線中津川駅延伸で解消されたことから事業化の目処がつき、渋沢栄一の後援の下、当時王子製紙を出て九州製紙を経営していた大川平三郎によって新会社設立の運びとなった。新会社は「中央製紙株式会社」と命名され、1906年10月5日、創立総会を開いた。取締役会長に渋沢篤二（栄一の長男）、専務取締役に大川が就任し、渋沢栄一は相談役に就任した。
工場用地は大川名義で購入済みであった土地のうち、中津川沿いの尾鳩が選ばれた。中津川駅とは4kmほどの距離があったが、1907年9月に駅から工場までの貨物運搬用軽便軌道が竣工した。翌1908年5月に工場は竣工し、営業運転を開始した。工場には抄紙機2台が設置され、ロール紙（模造紙）や新聞紙を生産した。
当初は砕木パルプ (GP) のみ自製し、不足分のGPと亜硫酸木材パルプ (SP) 全量を購入して賄っていたが、1909年2月にSPの自製を開始した。1910年4月には3台目の抄紙機を増設した。一連の工場拡大に伴って原木が不足したことから、1912年7月以降ほぼすべての原木の供給元を地元から樺太に切り替えている。
洋紙生産高は1910年が886万ポンド（約4000トン）、1918年が1517万ポンド（約6900トン）である。また、1912年9月時点で筆頭株主は大川平三郎で、その出資比率は11.1%であった。

### 木曽興業の設立と合併
中央製紙と同様に大川系の製紙会社であった木曽興業の設立も、地元有志の誘致を契機としていた。地元有志は木曽の皇室所有林（御料林）の木材を活用すべく渋沢栄一に協力を求め、それを受けて大川平三郎が同地での製紙工場建設を企画。渋沢の支援の下、大川の手によって木曽興業は設立された。同社の創立総会は1908年10月11日である。
工場用地選定は平地が少ない山間部であるため難航したが、原木搬入の便が良く、かつ鉄道（中央本線）沿いであった大桑村須原の橋場地区に確保された。工場は1912年1月に着工、翌1913年1月1日より正式に営業を開始した。抄紙機は1台設置。砕木パルプ (GP) を製造する機械の輸入が遅れたため、当初は輸入SPを原料に模造紙を製造し、後に中央製紙からGPの供給を受けて新聞紙の製造を開始した。GPの製造を開始するのは1914年末のことである。また、1918年10月に2台目の抄紙機を増設した。
ただし計画時の構想とは異なり、原料の木材については御料林からの払い下げを受けることに失敗した。木材は北海道や樺太からの調達となり、名古屋港や富山県の伏木港で陸揚げし、須原まで鉄道輸送した。
洋紙生産高は初年の1913年が553万ポンド（約2500トン）、1919年が1584万ポンド（約7200トン）である。
木曽興業の筆頭株主は、8.3%の株式を持つ中央製紙であった（1913年9月時点。大川の出資比率は8.2%で2番目の株主）。この中央製紙は1920年1月20日、原材料の購入および製品販売の合理化を目的に木曽興業を合併した。

### 樺太工業への合併
1913年12月、樺太進出を目的に、中央製紙や木曽興業など大川系の製紙会社の出資により樺太工業が設立された。樺太工業は樺太でパルプ工場や製紙工場を建設していくのだが、合理化を目的に大川系製紙会社を樺太工業に一元化することとなった。そのため中央製紙は九州製紙・中之島製紙とともに、1926年4月1日、樺太工業に吸収合併された。工場は、旧中央製紙のものは同社中津工場、旧木曽興業のものは木曽工場とされた。
樺太工業に継承された2工場のうち、木曽工場は1928年7月に閉鎖された。木材の調達先が遠方である点が不利となっていたためであった。2台あった抄紙機は、中津工場と樺太の恵須取工場にそれぞれ移設された。工場建物については製糸工場として再出発し、その後鐘淵紡績木曽工場となるが、日中戦争下の1939年に閉鎖。1943年から今度は石川島芝浦タービンの機械工場となった。同工場は2012年現在、その流れ汲むIHIグループのIHIターボによって操業を続けている。
一方中津工場については1933年に、樺太工業を王子製紙（初代）が合併したため、王子製紙中津工場となった。戦後の1949年に王子製紙は解体され、工場は本州製紙が継承した。現在では王子グループの王子エフテックス中津工場として操業を継続している。

### 年表
- 中央製紙（ - 1920年）
  - 1906年10月5日 - 中央製紙株式会社設立。
  - 1908年5月 - 中央製紙操業開始。1号・2号抄紙機設置、砕木パルプ (GP) 生産開始。
  - 1909年2月 - 亜硫酸パルプ (SP) 生産開始。
  - 1910年4月 - 3号抄紙機増設。
- 木曽興業
  - 1908年10月11日 - 木曽興業株式会社設立。
  - 1913年1月1日 - 木曽興業操業開始。1号抄紙機設置。
  - 1914年末 - GP生産開始。
  - 1918年10月 - 2号抄紙機増設。
- 1920年1月20日 - 中央製紙が木曽興業を合併。
- 1924年12月 - 田光発電所竣工。
- 1926年4月1日 - 樺太工業が中央製紙を合併。
- 1926年12月 - 川上発電所竣工。
- 1928年7月 - 旧木曽興業の樺太工業木曽工場閉鎖。1号抄紙機は恵須取工場（樺太）へ、2号抄紙機は中津工場へ移設。
- 1928年12月1日 - 樺太工業、旧木曽工場の発電設備等を伊那川電力（後の木曽発電）に譲渡。
- 1933年5月18日 - 王子製紙、富士製紙・樺太工業を合併。

## 水力発電事業

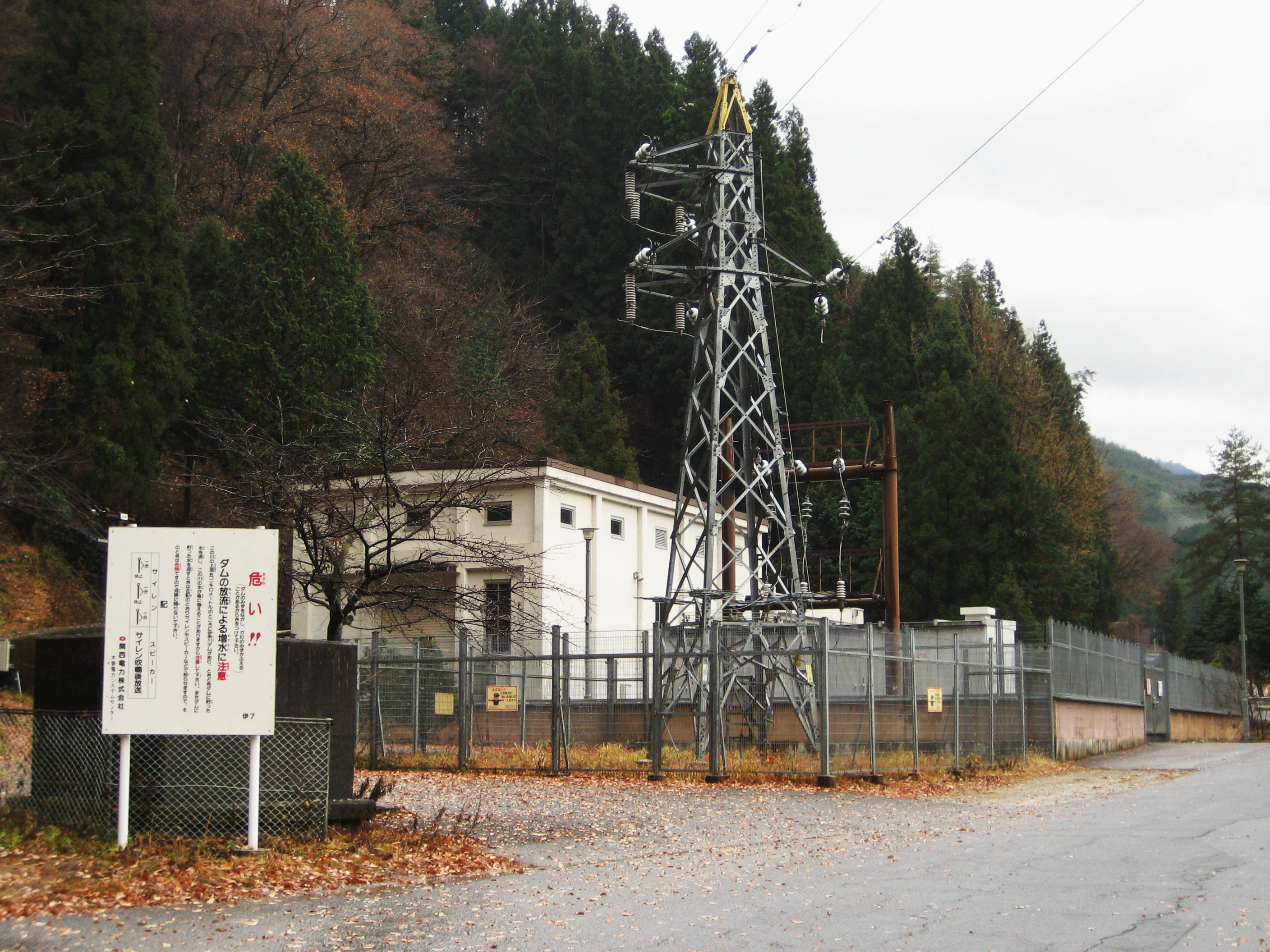
関西電力田光発電所（2007年）

中津工場では木曽川水系の中津川から水を引き、水車を回して機械の動力にあてていた。しかしこの方法では渇水期に動力が不足するため、中津川上流の川上（かおれ）に水力発電所を建設する計画が浮上した。地元の反対にあって着工が遅れたが、樺太工業への合併後の1926年12月に川上発電所は完成した。この川上発電所は、本州製紙発足後の1950年9月に建設された中津川発電所とともに王子エフテックス中津工場の水力発電所として現在も稼働中である。
木曽工場でも木曽川水系の伊那川を利用して水車を回し工場の動力としていた。橋場にあったこの水力設備とは別に、中央製紙時代の1924年12月、工場への電力供給を目的に伊那川上流の田光に田光発電所が建設された。中央製紙では電力を工場のほか大桑村全域に供給し、余剰電力を大同電力へ売電していた。橋場の水力発電所と田光発電所は木曽工場閉鎖後、大同電力系の伊那川電力（後の木曽発電）が継承し、橋場の水力設備については改造されて橋場発電所となった。両発電所は現在関西電力が運営している。